# René Crevel
René Crevel (10è districte de París, 10 d'agost de 1900 – 18 de juny de 1935) va ser un escriptor francès integrant del moviment surrealista.

## Biografia
Va néixer a París, en el si d'una família burgesa. Va estudiar anglès a la Universitat de París. Al costat d'André Breton i d'altres va participar en la creació del moviment surrealista el 1921, del que va ser exclòs el 1925, època en la qual va escriure Mon corps et moi i va conèixer l'escriptor alemany Klaus Mann.
El 1926 se li va diagnosticar tuberculosi. El 1929, l'exili de Trotski el va animar a reincorporar-se al moviment surrealista que tractava de manifestar-se sobre el succés, unint-se de nou al grup de Breton. En aquesta època abandona la novel·la per a orientar els seus esforços en els assajos de caràcter polític. L'any 1931 escriu «Dalí o l'antiobscurantisme», la primera monografia dedicada al pintor i filòsof de Portlligat, amb qui mantenia una excel·lent amistat. El 1935 s'integra en l'Associació d'Escriptors i Artistes Revolucionaris (vinculada al Partit Comunista de França), distanciant-se definitivament de la resta del grup de Breton que no donen suport a aquesta iniciativa. Finalment, se suïcida al prendre consciència de la gravetat de la seva malaltia.